# Callum McGregor
Callum McGregor (ur. 14 czerwca 1993 w Glasgow) – szkocki piłkarz, występujący na pozycji środkowego pomocnika w szkockim klubie Celtic oraz w reprezentacji Szkocji. Uczestnik Mistrzostw Europy 2020 oraz 2024.